# كيم جي-مين
كيم جي-مين (هانغل: 김지민) هو لاعب كرة قدم كوري جنوبي في مركز نصف الجناح، ولد في 5 يونيو 1993 في جينجو في كوريا الجنوبية. لعب مع نادي بوسان أي بارك.

## وصلات خارجية
- كيم جي-مين على موقع دوري كوريا الجنوبية (الإنجليزية)
- كيم جي-مين على موقع قاعدة بيانات كرة القدم.إي يو (الإنجليزية)
- كيم جي-مين على موقع Soccerway.com (الإنجليزية)